# Tészta (alapanyag)

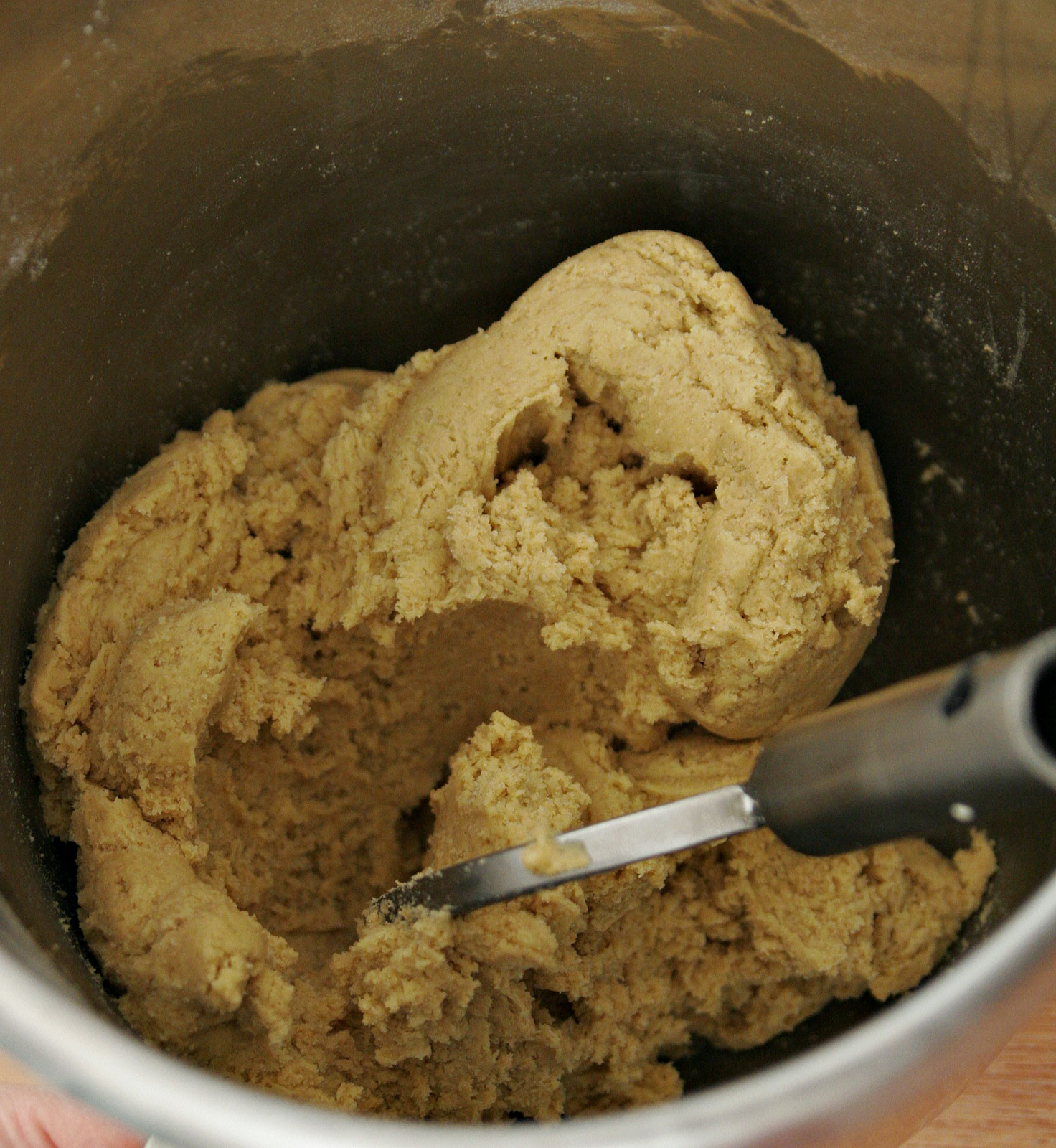
Összekevert nyers tészta

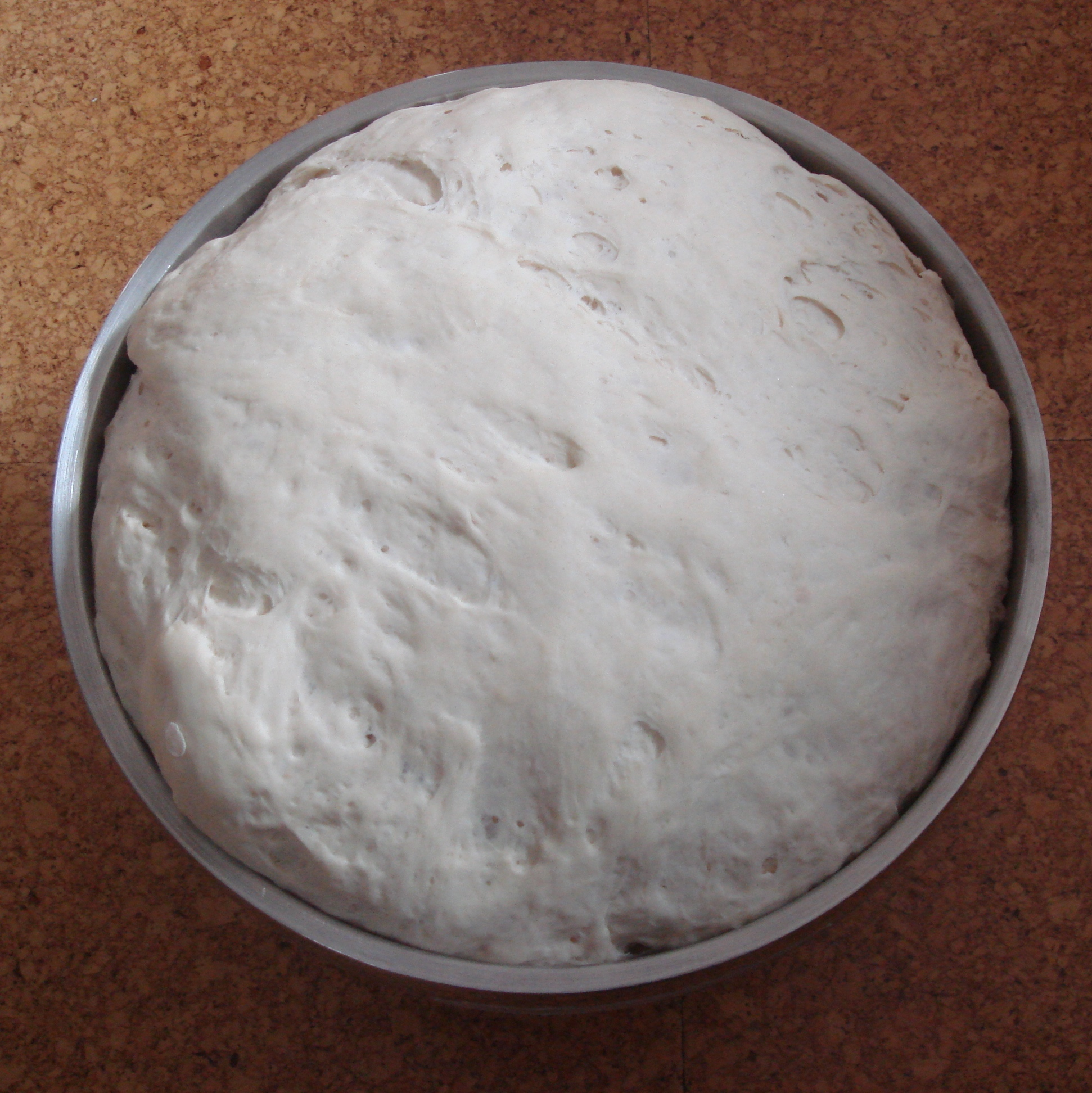
Kelesztett tészta

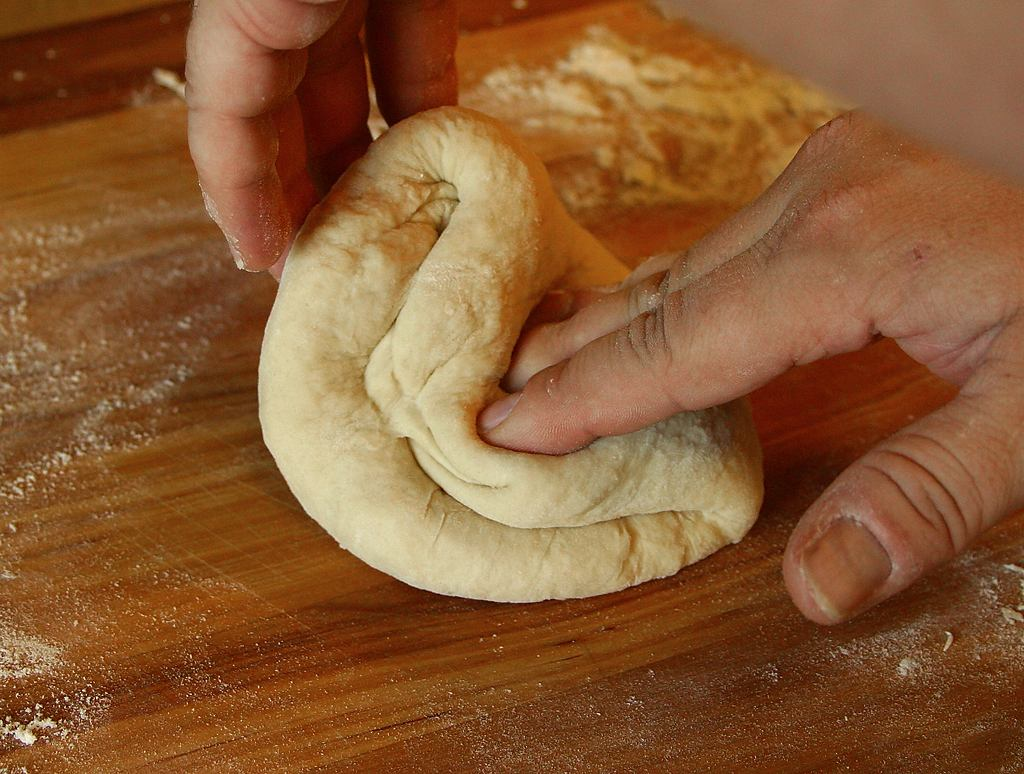
Pizzatészta gyúrás közben

A tészta sűrű, képlékeny, formázható, gyakran elasztikus massza, mely készülhet gabonafélékből, hüvelyesek terméséből, de akár gesztenyéből is. A tészta jobbára lisztből és valamilyen folyadékból készül, tehetnek hozzá élesztőt vagy egyéb lazítóanyagot (például sütőport, szódabikarbónát). Az elkészítési eljárás is változatos, lehet csak összekeverni, lehet gyúrni, dagasztani és kelni hagyni. Nincs pontos definíciója annak, hogy mi tesz egy tésztát tésztává, azonban a legtöbb tészta viszkoelasztikus tulajdonságokkal bír.
Számos étel készülhet belőle, ízesítéstől és egyéb összetevőktől függően alapanyaga a kenyérnek, a különféle süteményeknek és péksüteményeknek, kekszeknek, friss- és száraztésztáknak, pizzáknak, lángosoknak.
Leggyakrabban búzalisztből készül, de felhasználnak többek között rizslisztet, rozslisztet, kukoricalisztet, hüvelyesek terméséből készült liszteket, tápiókalisztet, mandulalisztet is.

## Magyar Élelmiszerkönyv
A Magyar Élelmiszerkönyv definíciója szerint a tészta „alapanyagokból, esetenként segéd-, járulékos és élelmiszer-adalékanyagokból mechanikai műveletekkel (így különösen dagasztás, gyúrás, keverés) készített egynemű anyag, amely állománytulajdonságaitól függően különféle eljárásokkal alakítható (így
különösen formázás, nyújtás)”.

## Tésztakészítés
A búzalisztből készült tészták két fő alapanyaga a liszt és a víz. A liszt vízfelvevő képessége nagyban függ attól, milyen mennyiségű és minőségű sikért tartalmaz. A víz milyensége is lényeges, a keményebb víz jobban elősegíti a tészta megduzzadását.
A tészta lazítása történhet biológiai úton (élesztővel), kémiai úton (gázt fejlesztő anyagok, például sütőpor, szódabikarbóna hozzáadásával), illetve fizikai úton (tésztába vert levegővel). Külföldön kaphatóak úgynevezett „önkelő” lisztek is (self-raising flour), amelyek dikalcium-foszfátot tartalmaznak.
A kis mennyiségű (maximum 5%) zsiradékkal készült tészták nyújthatósága, rugalmassága és formálhatósága jobb, a túl sok zsír azonban a tésztát rövidíti. Zsírban gazdag tésztához erős sikérű lisztet kell használni. A zsírral készült tészták eltarthatósági ideje megnő és tovább maradnak frissek. A cukor befolyásolja a kelt tészta állagát, szerkezetét, a nagyobb cukortartalommal a tészta rugalmassága megnövekszik, omlósabb lesz. A folyékony cukor jobb eredményt ad, mint a szilárd halmazállapotú.